# Necesidad de saber
"Necesidad de saber" (en inglés: "Need to know") es el undécimo episodio de la segunda temporada de la serie estadounidense House M. D.. Fue estrenado el 7 de febrero de 2006 en Estados Unidos.
Una mujer sufre un ataque de espasmos musculares y House descubrirá que paga el precio de ser una súper mamá y esposa. Stacy debe decidir entre House y su esposo Mark. Cameron, por miedo al resultado, se negará a recoger las pruebas de HIV que le han realizado debido al accidente sufrido en "Cacería", pero House lo hará por ella.  

## Sinopsis

### Caso principal
Margo Dalton, una mujer de 34 años, está en una reunión de amigos en su casa cuando debe salir por una urgencia laboral. Comienza a sufrir una serie de espasmos musculares (discinesia) en sus brazos que ya en el auto se vuelven violentos e incontrolables. Al llegar al hospital no controla su caminar y tiene también un tic facial. Hace 13 meses que está bajo un tratamiento de fertilidad.
Cameron piensa que puede ser exceso de estrógeno causado por el tratamiento de infertilidad y Foreman opina que puede ser Huntington. Le hacen un IRM y, después de descartar que se encuentre embarazada, le realizan un análisis genético para examinar si es Huntington y le administran tamoxifeno para contrarrestar el estrógeno. Foreman está seguro de que es Huntington y sugiere iniciar tratamiento antes de recibir el resultado del examen, algo con lo que House está de acuerdo para evitar que tenga un ataque psicótico. En ese momento la paciente tiene efectivanente un ataque psicótico, lo que elimina la relación con el tratamiento de fertilidad, y poco después llegan los análisis que indican que tampoco es Huntington. Todo vuelve a cero. House nota que la vida de Margo es muy activa y supone que podría tratarse de cocaína. Cameron y Foreman van a registrar la casa.
En el auto de la paciente encuentran Ritalin, recetada a nombre de la hija. House define la Ritalina como "cocaína autorizada bajo supervisión de los padres", aludiendo al hecho que se trata de un discutido estimulante ampliamente utilizado en los niños con ADD. El caso está resuelto y le dan el alta.
Cuando Margo está saliendo del hospital con su esposo y su hija, sufre un ataque y se desmaya. Tuvo un accidente cerebrovascular (ACV). Foreman extrae inmediatamente el coágulo que lo causó, pero el Ritalin no pudo causarlo, por lo que el equipo debe ahora encontrar otra afección. Foreman propone la posibilidad que sea una deficiencia de proteína C, pero House vuelve a los medicamentos que la paciente estaba tomando para la fertilidad. Cameron, siguiendo a House, señala que pueden causar cáncer endometrial, lo que a su vez puede causar coágulos. Se decide un ultrasonido de útero, pero el resultado es negativo. House insiste en que allí debe haber un tumor, y ordena una biopsia del endometrio. Foreman se opone porque es riesgoso, pero House deja pasar un minuto, y como ya es medianoche, el período de supervisión ha vencido y House vuelve a tener el mando pleno.
Al hacer la biopsia el equipo de House se encuentra con una gran hemorragia proveniente de las trompas de falopio, causada por un tumor en el hígado. La resonancia confirma el tumor, pero para House no tiene sentido y no se corresponde con los síntomas ("A + B no es igual a tumor de hígado; tenemos que encontrar X"). Empieza entonces a pensar en qué tipo de persona es la paciente y nota que es "una súper mamá", incapaz de decir "no quiero". House piensa entonces que está tomando píldoras anticonceptivas para anular el tratamiento de fertilidad, porque no ha sido capaz de decirle a su segundo esposo que no quiere tener otro hijo. El tumor desaperecería con solo dejar de tomar la píldora, pero la mujer prefiere una riesgosa cirugía, antes de tener que explicarle a su esposo la causa de la suspensión de la misma. La biopsia, como House esperaba, muestra que se trata de un tumor benigno, un adenoma hepático, típicamente relacionado con la píldora anticonceptiva.

### Relaciones entre los personajes
Tres capítulos atrás el Comité Médico ordenó que House fuera supervisado por otro doctor durante un mes, debido a lo cual Cuddy designa a Foreman para desempeñar esa función. House y Foreman lucharán por el mando real. En este capítulo regresa tras ser supervisado por foreman ("tu reino de terror ha terminado, el mío recién comienza").
En el capítulo anterior House y Stacy se besaron y en este mantienen relaciones sexuales. Stacy tiene que decidirse entre House y Mark ("no es fácil, pero es simple"). Mark le pide ayuda a House para recuperar a Stacy. Stacy decide dejar a Mark y volver con House, pero este le pide que no lo haga.
Cameron debe hacerse el test para establecer si se infectó con el virus VIH dos meses atrás (ver Cacería). Existe un 99,9% de que sea negativo, pero no se anima a realizarlo. House lo hace por ella.

## Diagnóstico
Discinesia por consumo de Ritalin y adenoma hepático causado por consumo de píldoras anticonceptivas.

## Hispanismos
Al promediar el episodio, House le dice a su equipo en broma, que llegó tarde debido a un atascamiento de tráfico provocado por la fiesta del Cinco de Mayo, fiesta de origen mexicano que conmemora la victoria de la resistencia de ese país contra la ocupación francesa en la Batalla de Puebla de 1862. El Cinco de Mayo es la principal fiesta de origen hispano en los Estados Unidos.

## Citas
- House: "Nada explica todo".[4]
- Wilson (a House): "No te gusta como eres, pero te admiras".[5]